# Малошестернянский сельский совет (Высокопольский район)
Малошестернянский сельский совет (укр. Малошестірнянська сільська рада) — входит в состав
Высокопольского района
Херсонской области
Украины.
Административный центр сельского совета находится в 
с. Малая Шестерня
.

## История
- 1894 — дата образования.

## Населённые пункты совета
- с. Малая Шестерня
- с. Новогригоровское
- с. Фёдоровка